# Carlos Mozer
 (janvier 2019).
Si vous disposez d'ouvrages ou d'articles de référence ou si vous connaissez des sites web de qualité traitant du thème abordé ici, merci de compléter l'article en donnant les références utiles à sa vérifiabilité et en les liant à la section « Notes et références ».
José Carlos Nepomuceno Mozer, communément appelé Carlos Mozer, né le 19 septembre 1960 à Imperatriz, dans l'État du Maranhão (Brésil), est un entraîneur de football. Ancien footballeur international brésilien, il a évolué au poste de défenseur dans plusieurs clubs, dont l'Olympique de Marseille, avec lequel il est triple champion de France.

## Biographie
Sa carrière de joueur professionnel s'étale sur près de vingt années, pendant lesquelles il porte les couleurs de quatre clubs, le Clube de Regatas do Flamengo, le Benfica Lisbonne, l'Olympique de Marseille et les Kashima Antlers. Carlos Mozer est sélectionné 32 fois avec l'équipe du Brésil entre 1983 et 1994. 
En France, il laisse le souvenir d'un défenseur rugueux, voire violent. Éric Di Meco, un de ses coéquipiers à Marseille, le décrit comme un « briseur d'os », le plus fort défenseur de l'équipe mais « méchant comme pas possible ». So Foot l'inclut dans sa liste des cinq meilleures charnières de l'Olympique de Marseille, le décrivant comme un « libéro boucher » et comme un des joueurs ayant écrit l'histoire du club phocéen. Il est régulièrement cité par ses adversaires de l'époque en France comme un défenseur très dur, qui « jouait pour faire mal ».  
Après plusieurs expériences en tant qu'entraineur en Afrique et au Portugal, il a été directeur sportif à Flamengo entre 2016 et 2018.

## Carrière

### Joueur
- 1980-1987 : CR Flamengo
- 1987-1989 : Benfica Lisbonne
- 1989-1992 : Olympique de Marseille
- 1992-1995 : Benfica Lisbonne
- 1995-déc.1996 : Kashima Antlers

### Entraîneur
- 2006-2008 : Inter Luanda
- 2009-oct. 2009 : Raja de Casablanca
- jan. 2011-nov. 2011: Naval
- Depuis nov. 2011: Portimonense Sporting Clube

## Palmarès

### Joueur

#### En club
| CR Flamengo (14) | Benfica (3) | Marseille (3) | Kashima Antlers (1)                            |
| --- | --- | --- | ---------------------------------------------- |
| - Coupe Intercontinentale (1) - Vainqueur : 1981 - Copa Libertadores (1) - Vainqueur : 1981 - Championnnat du Brésil (3) - Champion : 1980, 1982, 1983 - Championnat de Rio (2) - Champion : 1981, 1986 - Vice-champion : 1982, 1983, 1984, 1987 - Taça Rio (3) - Champion : 1983, 1985, 1986 - Coupe Guanabara (4) - Champion : 1980, 1981, 1982, 1984 - Vice-champion : 1986 | - Ligue des champions - Finaliste : 1988 - Championnat du Portugal (2) - Champion : 1989, 1994 - Vice-champion : 1988, 1993 - Coupe du Portugal (1) - Vainqueur : 1993 - Finaliste : 1989 - Supercoupe du Portugal - Finaliste : 1987, 1993 | - Ligue des champions - Finaliste : 1991 - Championnat de France (3) - Champion : 1990, 1991, 1992 - Coupe de France - Finaliste : 1991 | - Championnat du Japon (1) : - Champion : 1996 |

#### EnÉquipe du Brésil
- 32 sélections entre 1983 et en 1994
- Participation à la Copa América en 1983 (Finaliste)
- Participation à la Coupe du Monde  en 1990 (1/8 de finaliste)

### Entraîneur
- Champion d’Angola en 2007 avec l'Inter Luanda
- Vainqueur de la Supercoupe d'Angola en 2008 avec l'Inter Luanda

### Distinctions
- Nommé dans la Dream Team des 110 ans de l'Olympique de Marseille en 2010

### Vidéographie
- DVD, Les Légendes de l'OM, 2011, Éditions France Télévisions Distribution
  - Carlos Mozer, l'empreinte du géant, film d'Antony Fayada, 27 minutes.